# Bram van Vlerken
Bram van Vlerken (Helmond, 7 oktober 1995) is een Nederlands voetballer die doorgaans als rechtervleugelverdediger speelt. Hij verruilde Almere City in juli 2022 voor Helmond Sport.

## Carrière
Van Vlerken speelde in de jeugd bij Stiphout Vooruit, Helmond Sport en vanaf 2011 bij PSV. In 2013 tekende hij hier zijn eerste contract.

## Clubstatistieken
| Seizoen     | Club        | Competitie     | Competitie | Competitie | Beker | Beker | Internationaal | Internationaal | Totaal | Totaal |
| Seizoen     | Club        | Competitie     | Wed.       | Dlp.       | Wed.  | Dlp.  | Wed.           | Dlp.           | Wed.   | Dlp.   |
| ----------- | ----------- | -------------- | ---------- | ---------- | ----- | ----- | -------------- | -------------- | ------ | ------ |
| 2013/14     | Jong PSV    | Eerste divisie | 2          | 0          | 0     | 0     | —              | —              | 2      | 0      |
| 2014/15     | Jong PSV    | Eerste divisie | 4          | 0          | 0     | 0     | —              | —              | 4      | 0      |
| 2015/16     | Jong PSV    | Eerste divisie | 18         | 0          | 0     | 0     | —              | —              | 18     | 0      |
| 2016/17     | Jong PSV    | Eerste divisie | 32         | 0          | 0     | 0     | —              | —              | 32     | 0      |
| 2017/18     | Jong PSV    | Eerste divisie | 35         | 1          | 0     | 0     | —              | —              | 35     | 1      |
| Club totaal | Club totaal | Club totaal    | 91         | 1          | 0     | 0     | 0              | 0              | 91     | 1      |
| 2018/19     | Almere City | Eerste divisie | 34         | 1          | 1     | 0     | —              | —              | 35     | 1      |
| 2019/20     | Almere City | Eerste divisie | 11         | 0          | 0     | 0     | —              | —              | 11     | 0      |
| Club totaal | Club totaal | Club totaal    | 45         | 1          | 1     | 0     | 0              | 0              | 46     | 1      |

Bijgewerkt op 24 maart 2020

## Blessureleed
Nadat Van Vlerken was doorgeschoven van de A1 naar Jong PSV brak hij op 18 maart 2014 zijn pols. Zo kwam er voor hem na twee wedstrijden bij Jong PSV een einde aan het seizoen. Toen Van Vlerken op 6 juli 2014 voor het eerst mocht aansluiten bij de hoofdmacht van PSV tijdens een oefenwedstrijd tegen SKN Sankt Pölten viel hij op zijn nek, waardoor hij een hersenschudding opliep. De gevolgen hiervan hielden hem exact een jaar aan de kant. Op 4 juli 2015 verscheen Van Vlerken voor het eerst weer op het trainingsveld, maar nog voordat hij zijn rentree maakte scheurde hij tijdens een training op 16 september 2015 zijn rechter hamstring af. Op 23 oktober 2015 maakte Van Vlerken zijn rentree bij Jong PSV, in een duel tegen FC Oss. In zijn eerste twee seizoenen bij Jong PSV speelde Van Vlerken zes wedstrijden.

## Erelijst
| Competitie                    |               |               |               |               |
| Competitie                    | Aantal        | Jaren         |               |               |
| Nederland –17                 | Nederland –17 | Nederland –17 | Nederland –17 | Nederland –17 |
| ----------------------------- | ------------- | ------------- | ------------- | ------------- |
| Europees kampioen –17         | 1x            | 2012          |               |               |
| PSV B2                        |               |               |               |               |
| Winnaar Saint-André-lez-Lille | 1x            | 2011          |               |               |
| Kampioen 2e divisie C         | 1x            | 2012          |               |               |
| PSV A1                        |               |               |               |               |
| Winnaar KNVB beker A-junioren | 1x            | 2013          |               |               |